# Hugo I de Châtillon

Brasão com as Armas da Casa de Châtillon

Hugo I de Châtillon (1200 – 9 de abril de 1248), foi conde de Châtillon, de Blois e de Saint Pol.

## Relações familiares
Foi filho de Gaucher III de Châtillon conde de Châtillon (1166 – Outubro de 1219) e de Elisabete, condessa de Saint-Pol, filha de Hugo IV de Saint Pol (1179 -?), conde de Saint-Pol-sur-Ternoise e de Iolanda de Hainaut (c. 1179 - 1205). Casou com Maria de Avesnes, condessa de Blois e Senhora de Avesnes, filha de Gualtério II de Avesnes, de quem teve:
1. Guido II, casou com Matilde de Brabante (1224 - 1288), filha de Henrique II de Brabante.
2. Gaucher IV de Châtillon (1230 -?), casou com Isabel de Vilearduin.